# Adele Li Puma
Adele Li Puma (även skrivet Adele Lipuma), född den 1 april 1947 i Italien, är en svensk-italiensk sångare.
Adele Li Puma studerade sång för Torsten Föllinger och teater vid Calle Flygares Teaterskola. På teaterscenen har hon spelat Maria Magdalena i musikalen Jesus Christ Superstar och huskorset i teaterpjäsen Bröderna Östermans huskors. Hon har medverkat i filmer, bland annat Lockfågeln, Vampyrernas natt och Vampyrerenas återkomst. 

## Diskografi
- 1973 – Adelite (Hendrix Music Production NSLP 52)[3]

## Filmografi
- 1971 – Lockfågeln[1]